# Priva
Priva es un género de plantas con flores con 50 especies pertenecientes a la familia de las verbenáceas. Es nativo de las regiones tropicales de África, Sudamérica y Birmania.

## Descripción
Son hierbas anuales, erectas o ascendentes. Hojas opuestas o subopuestas, simples, mayormente dentadas. Inflorescencia en forma de un racimo (subespigado), terminal o terminal y axilar, brácteas inconspicuas; cáliz tubular en la flor, truncado, con 5 dientes pequeños o raramente 2-labiado con 5 dientes; corola hipocrateriforme, ligeramente 2-labiada, 5-lobada; estambres 4, incluidos o iguales al tubo, estilo incluido o ligeramente exerto, estigma con 2 lobos desiguales. Fruto seco, incluido en el cáliz acrescente, separándose en 2 mericarpos al madurar, cada mericarpo 2-locular (o 1 abortado) y con 2 semillas.

## Taxonomía
El género fue descrito por Michel Adanson y publicado en Familles des Plantes 2: 505. 1763.

## Especies seleccionadas
- Priva adhaerens (Forssk.) Chiov.(1923).
- Priva africana Moldenke (1936).
- Priva socotrana Moldenke (1936).
- Priva angolensis Moldenke (1965).
- Priva armata S.Watson (1890).